# Derby dei Paesi Baschi

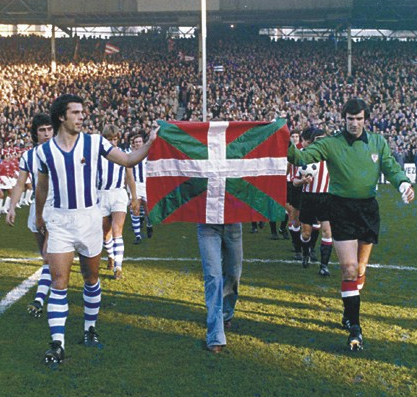
Nel derby del 5 dicembre 1976, Inaxio Kortabarria e José Ángel Iribar, rispettivamente capitani della Real Sociedad e dell’Athletic Club, fanno il loro ingresso in campo tenendo in mano l'Ikurrina.

Il Derby dei Paesi Baschi (in basco euskal derbia, in spagnolo derbi vasco) è il nome dato comunemente all'incontro di calcio tra le squadre spagnole di Athletic Bilbao e Real Sociedad, situate nella comunità autonoma dei Paesi Baschi.
L'incontro tra Athletic Bilbao e Real Sociedad spesso è vissuto come il riflesso tra la rivalità che divide Bilbao e Donostia-San Sebastián, capoluoghi delle rispettive provincie di Biscaglia e Gipuzkoa.

## Statistiche
Aggiornato al 31 ottobre 2021
| Competizione | PG  | ATH | P  | RS | ATG | RSG |
| ------------ | --- | --- | -- | -- | --- | --- |
| La Liga      | 149 | 59  | 39 | 51 | 240 | 200 |
| Copa del Rey | 21  | 9   | 6  | 6  | 27  | 21  |
| Total        | 170 | 68  | 45 | 57 | 267 | 221 |

1. ↑  Le squadre non si sono mai affrontate in competizioni UEFA né in Supercopa de España
2. ↑  Include gli incontri della Coppa del Re 1909 e Coppa del Re 1910 che la Real Sociedad disputò assieme rispettivamente al Club Ciclista de San Sebastián e al Vasconia

## Lista dei risultati

### La Liga

#### Elenco dei risultati
| Nº  | Data       | Competizione | Incontro                        | Risultato | Marcatori squadra in casa                                          | Marcatori squadra in trasferta                                |
| --- | ---------- | ------------ | ------------------------------- | --------- | ------------------------------------------------------------------ | ------------------------------------------------------------- |
| 1   | 10/02/1929 | 1928–1929    | Real Sociedad – Athletic Bilbao | 1 – 1     | 30' Bienzobas                                                      | 43' Bergareche                                                |
| 2   | 28/04/1929 | 1928–1929    | Athletic Bilbao – Real Sociedad | 4 – 2     | 34', 66' Unamuno, 50' (rig.) Juanín, 73' Mandalúniz                | 8' Cholín, 33' Kiriki                                         |
| 3   | 15/12/1929 | 1929–1930    | Athletic Bilbao – Real Sociedad | 2 – 2     | 14' (aut.) Zaldúa, 63' Unamuno                                     | 2', 44' Ayestarán                                             |
| 4   | 16/02/1930 | 1929–1930    | Real Sociedad – Athletic Bilbao | 1 – 7     | 16' Cholín                                                         | 19', 57', 66' Gorostiza, 21', 28', 52' Irargorri, 59' Unamuno |
| 5   | 14/12/1930 | 1930–1931    | Athletic Bilbao – Real Sociedad | 6 – 1     | 14', 50' Uribe, 30' Garizurieta, 49', 85' Gorostiza, 66' Bata      | 8' (rig.) Labarta                                             |
| 6   | 15/02/1931 | 1930–1931    | Real Sociedad – Athletic Bilbao | 1 – 0     | 28' Bienzobas                                                      |                                                               |
| 7   | 10/01/1932 | 1931–1932    | Athletic Bilbao – Real Sociedad | 5 - 1     | 2', 33' Lafuente, 20', 42' Uribe, 31' Roberto                      | 30' Chivero                                                   |
| 8   | 13/03/1932 | 1931–1932    | Real Sociedad – Athletic Bilbao | 3 – 2     | 22', 30', 59' Cholín                                               | 24', 66' Bata                                                 |
| 9   | 01/01/1933 | 1932–1933    | Real Sociedad – Athletic Bilbao | 2 – 4     | 19' Tolete, 30' Chivero                                            | 5' José Iraragorri, 58', 62' Gorostiza, 89' Bata              |
| 10  | 05/03/1933 | 1932–1933    | Athletic Bilbao – Real Sociedad | 1 – 2     | 18' Bata                                                           | 5', 60' Santiago Urtizberea                                   |
| 11  | 17/12/1933 | 1933–1934    | Real Sociedad – Athletic Bilbao | 3 – 0     | 23' Ortega, 38', 73' Ipiña                                         |                                                               |
| 12  | 18/02/1934 | 1933–1934    | Athletic Bilbao – Real Sociedad | 2 – 1     | 30' Gorostiza, 73' Bata                                            | 20' Ipiña                                                     |
| 13  | 03/02/1935 | 1934–1935    | Athletic Bilbao – Real Sociedad | 7 – 0     | 7', 68' Elices, 12', 42', 82' Bata, 47' Careaga, 76' Mandalúniz    |                                                               |
| 14  | 21/04/1935 | 1934–1935    | Real Sociedad – Athletic Bilbao | 0 – 4     |                                                                    | 24' Iraragorri, 56' Aromas, 64' Careaga, 76' (rig.) Cilaurren |
| 15  | 26/10/1941 | 1941–1942    | Athletic Bilbao – Real Sociedad | 4 – 1     | 41', 72' Zarra, 53' Iriondo, 68' Panizo                            | 66' Chipia                                                    |
| 16  | 01/02/1942 | 1941–1942    | Real Sociedad – Athletic Bilbao | 0 – 1     |                                                                    | 12' Iriondo                                                   |
| 17  | 19/12/1943 | 1943–1944    | Real Sociedad – Athletic Bilbao | 1 – 4     | 70' (rig.) Teran                                                   | 30' Iriondo, 63' Zarra, 65', 75' Panizo                       |
| 18  | 02/04/1944 | 1943–1944    | Athletic Bilbao – Real Sociedad | 3 – 0     | 32', 86' Escudero, 36' (rig.) Panizo                               |                                                               |
| 19  | 28/09/1947 | 1947–1948    | Athletic Bilbao – Real Sociedad | 1 – 3     | 20' Aldecoa                                                        | 24' Vázquez, 55' (rig.), 73' Castivia                         |
| 20  | 11/01/1948 | 1947–1948    | Real Sociedad – Athletic Bilbao | 0 – 3     |                                                                    | 21' Panizo, 72' Iriondo, 89' Zarra                            |
| 21  | 11/09/1949 | 1949–1950    | Real Sociedad – Athletic Bilbao | 2 – 3     | 26' Gastón, 51' Pérez Medrano                                      | 10', 74' Venancio, 51' Bilbao Menchaca                        |
| 22  | 18/12/1949 | 1949–1950    | Athletic Bilbao – Real Sociedad | 5 – 2     | 6' Gaínza, 46', 62', 88' Zarra, 60' Venancio                       | 10' Basabe, 71' Caeiro                                        |
| 23  | 29/10/1950 | 1950–1951    | Real Sociedad – Athletic Bilbao | 3 – 0     | 21', 71' Epi, 59' Caeiro                                           |                                                               |
| 24  | 04/03/1951 | 1950–1951    | Athletic Bilbao – Real Sociedad | 7 – 1     | 1', 33' (rig.), 68' (rig.), 80', 83' Zarra, 27' Canito, 61' Panizo | 76' Epi                                                       |
| 25  | 16/12/1951 | 1951–1952    | Real Sociedad – Athletic Bilbao | 1 – 4     | 27' Gaínza                                                         | 25', 31', 65' Tini, 61' (rig.) Ontoria                        |
| 26  | 13/04/1952 | 1951–1952    | Athletic Bilbao – Real Sociedad | 4 – 1     | 3' Gaínza, 43', 88' Tini, 80' Iriondo                              | 55' Basabe                                                    |
| 27  | 28/09/1952 | 1952–1953    | Real Sociedad – Athletic Bilbao | 3 – 1     | 56' Galardi, 68', 74' Igoa                                         | 40' Venancio                                                  |
| 28  | 01/02/1953 | 1952–1953    | Athletic Bilbao – Real Sociedad | 6 – 1     | 18' Gaínza, 36' Iriondo, 47', 74' Panizo, 52', 52' Zarra           | 75' Epi                                                       |
| 29  | 29/11/1953 | 1953–1954    | Athletic Bilbao – Real Sociedad | 1 – 3     | 28' Maguregui                                                      | 49' Paz, 76' (aut.) Canito, 77' Iriondo                       |
| 30  | 28/03/1954 | 1953–1954    | Real Sociedad – Athletic Bilbao | 1 – 1     | 30' Zubillaga                                                      | 74' Maguregui                                                 |
| 31  | 05/12/1954 | 1953–1954    | Real Sociedad – Athletic Bilbao | 3 – 3     | 20', 25' Laguardia, 50' Echeveste                                  | 7' Marcaida, 30' Venancio, 39' Artetxe                        |
| 32  | 27/03/1955 | 1953–1954    | Athletic Bilbao – Real Sociedad | 1 – 0     | 70' Artetxe                                                        |                                                               |
| 33  | 30/10/1955 | 1955–1956    | Athletic Bilbao – Real Sociedad | 3 – 0     | 33' Serafín Areta, 40' Artetxe, 50' Maguregui                      |                                                               |
| 34  | 04/03/1956 | 1955–1956    | Real Sociedad – Athletic Bilbao | 2 – 2     | 47' Igoa, 89' Maiztegui                                            | 50' Artetxe, 85' Uribe                                        |
| 35  | 21/10/1956 | 1956–1957    | Real Sociedad – Athletic Bilbao | 3 – 4     | 23', 37', 75' Laguardia                                            | 3' Artetxe, 26' Merodio, 36' Maguregui, 42' Mauri             |
| 36  | 10/02/1957 | 1956–1957    | Athletic Bilbao – Real Sociedad | 2 – 0     | 13', 51' Marcaida                                                  |                                                               |
| 37  | 01/12/1957 | 1957–1958    | Athletic Bilbao – Real Sociedad | 2 – 2     | 61' (rig.), 73' (rig.) Uribe                                       | 15' Laguardia, 55' (rig.) Peporro                             |
| 38  | 30/03/1958 | 1957–1958    | Real Sociedad – Athletic Bilbao | 1 – 0     | 28' Sarasqueta                                                     |                                                               |
| 39  | 09/11/1958 | 1958–1959    | Real Sociedad – Athletic Bilbao | 1 – 1     | 46' Gordejuela                                                     | 39' Mauri                                                     |
| 40  | 08/03/1959 | 1958–1959    | Athletic Bilbao – Real Sociedad | 1 – 0     | 65' (rig.) Uribe                                                   |                                                               |
| 41  | 04/10/1959 | 1959–1960    | Athletic Bilbao – Real Sociedad | 4 – 0     | 22' Arieta, 56', 57', 68' Marcaida                                 |                                                               |
| 42  | 24/01/1960 | 1959–1960    | Real Sociedad – Athletic Bilbao | 1 – 3     | 61' Paz                                                            | 14' Marcaida, 18' Beitia, 34' Arieta                          |
| 43  | 27/11/1960 | 1960–1961    | Athletic Bilbao – Real Sociedad | 2 – 2     | 40' Zorriketa, 75' Arteche                                         | 82' (aut.) Etura, 89' Aguirregabiria                          |
| 44  | 19/03/1961 | 1960–1961    | Real Sociedad – Athletic Bilbao | 0 – 0     |                                                                    |                                                               |
| 45  | 17/09/1961 | 1961–1962    | Athletic Bilbao – Real Sociedad | 3 – 3     | 51' Merodio, 52' Uribe, 75' Aguirre                                | 24', 89' Villa, 64' Cacho                                     |
| 46  | 07/01/1962 | 1961–1962    | Real Sociedad – Athletic Bilbao | 0 – 2     |                                                                    | 11' Arteche, 14' Arieta                                       |
| 47  | 12/11/1967 | 1967–1968    | Real Sociedad – Athletic Bilbao | 1 – 1     | 46' Silvestre                                                      | 14' Uriarte                                                   |
| 48  | 03/03/1968 | 1967–1968    | Athletic Bilbao – Real Sociedad | 1 – 1     | 57' Koldo Aguirre                                                  | 72' Mendiluce                                                 |
| 49  | 01/12/1968 | 1968–1969    | Athletic Bilbao – Real Sociedad | 3 – 1     | 3', 31' Argoitia, 40' Estéfano                                     | 37' (rig.) Arregui                                            |
| 50  | 23/03/1969 | 1968–1969    | Real Sociedad – Athletic Bilbao | 2 – 0     | 20', 29' Uriarte                                                   |                                                               |
| 51  | 16/11/1969 | 1969–1970    | Athletic Bilbao – Real Sociedad | 1 – 0     | 85' Igartua                                                        |                                                               |
| 52  | 15/03/1970 | 1969–1970    | Real Sociedad – Athletic Bilbao | 2 – 0     | 38' Arambarri, 45' (aut.) Aranguren                                |                                                               |
| 53  | 13/12/1970 | 1970–1971    | Real Sociedad – Athletic Bilbao | 2 – 1     | 69' Boronat, 74' Corcuera                                          | 12' Argoitia                                                  |
| 54  | 04/04/1971 | 1970–1971    | Athletic Bilbao – Real Sociedad | 1 – 1     | 82' Zubiaga                                                        | 89' Boronat                                                   |
| 55  | 06/01/1972 | 1971–1972    | Athletic Bilbao – Real Sociedad | 1 – 2     | 58' Uriarte                                                        | 38', 57' Ansola                                               |
| 56  | 07/05/1972 | 1971–1972    | Real Sociedad – Athletic Bilbao | 1 – 0     | 80' (rig.) Corcuera                                                |                                                               |
| 57  | 07/01/1973 | 1972–1973    | Athletic Bilbao – Real Sociedad | 2 – 1     | 78' Lasa, 84' Txetxu Rojo                                          | 25' Boronat                                                   |
| 58  | 20/05/1973 | 1972–1973    | Real Sociedad – Athletic Bilbao | 1 – 0     | 29' Muruzábal                                                      |                                                               |
| 59  | 16/09/1973 | 1973–1974    | Real Sociedad – Athletic Bilbao | 2 – 1     | 11' Amas, 81' Ansola                                               | 67' Txetxu Rojo                                               |
| 60  | 27/01/1974 | 1973–1974    | Athletic Bilbao – Real Sociedad | 1 – 2     | 33' Uriarte                                                        | 1', 69' Amas                                                  |
| 61  | 12/01/1975 | 1974–1975    | Real Sociedad – Athletic Bilbao | 3 – 0     | 18', 52' L. Murillo, 60' Araquistáin                               |                                                               |
| 62  | 18/05/1975 | 1974–1975    | Athletic Bilbao – Real Sociedad | 2 – 1     | 46', 63' Gaztelu                                                   | 63' Carlos Ruiz                                               |
| 63  | 30/11/1975 | 1975–1976    | Athletic Bilbao – Real Sociedad | 2 – 0     | 50' Dani, 58' Irureta                                              |                                                               |
| 64  | 28/03/1976 | 1975–1976    | Real Sociedad – Athletic Bilbao | 3 – 2     | 11', 59', 83' (rig.) Muruzábal                                     | 3' Otaolea, 71' Irureta                                       |
| 65  | 05/12/1976 | 1976–1977    | Real Sociedad – Athletic Bilbao | 5 – 0     | 3', 88' (rig.) Gaztelu, 27', 31' Satrústegui, 72' Zamorra          |                                                               |
| 66  | 24/04/1977 | 1976–1977    | Athletic Bilbao – Real Sociedad | 4 – 2     | 1' Churruca, 38' Carlos Ruiz, 57' (rig.), 60' Dani                 | 2', 25' Satrústegui                                           |
| 67  | 08/01/1978 | 1977–1978    | Athletic Bilbao – Real Sociedad | 1 – 0     | 8' Dani                                                            |                                                               |
| 68  | 30/04/1978 | 1977–1978    | Real Sociedad – Athletic Bilbao | 2 – 1     | 35', 53' Satrústegui                                               | 63' Dani                                                      |
| 69  | 21/01/1979 | 1978–1979    | Real Sociedad – Athletic Bilbao | 2 – 1     | 11' Satrústegui, 72' (aut.) Núñez                                  | 89' Dani                                                      |
| 70  | 03/06/1979 | 1978–1979    | Athletic Bilbao – Real Sociedad | 1 – 1     | 54' Goikoetxea                                                     | 75' Agustín Gajate                                            |
| 71  | 16/09/1979 | 1979–1980    | Athletic Bilbao – Real Sociedad | 0 – 1     |                                                                    | 3' Satrústegui                                                |
| 72  | 03/02/1980 | 1979–1980    | Real Sociedad – Athletic Bilbao | 4 – 0     | 14' Satrústegui, 44' Zamorra, 46' Olaizola, 87' Idígoras           |                                                               |
| 73  | 30/11/1980 | 1980–1981    | Real Sociedad – Athletic Bilbao | 4 – 1     | 1', 15' Satrústegui, 59', 79' López Ufarte                         | 87' Endika                                                    |
| 74  | 29/03/1981 | 1980–1981    | Athletic Bilbao – Real Sociedad | 0 – 2     |                                                                    | 57', 89' Satrústegui                                          |
| 75  | 27/12/1981 | 1981–1982    | Athletic Bilbao – Real Sociedad | 1 – 1     | 65' Urkiaga                                                        | 49' (rig.) Kortabarria                                        |
| 76  | 25/04/1982 | 1981–1982    | Real Sociedad – Athletic Bilbao | 2 – 1     | 54' Zamorra, 67' López Ufarte                                      | 87' Sarabia                                                   |
| 77  | 19/12/1982 | 1982–1983    | Real Sociedad – Athletic Bilbao | 1 – 1     | 60' Uralde                                                         | 86' Dani                                                      |
| 78  | 17/04/1983 | 1982–1983    | Athletic Bilbao – Real Sociedad | 2 – 0     | 26' Dani, 69' (aut.) Sukia                                         |                                                               |
| 79  | 01/01/1984 | 1983–1984    | Real Sociedad – Athletic Bilbao | 0 – 1     |                                                                    | 14' Argote                                                    |
| 80  | 29/04/1984 | 1983–1984    | Athletic Bilbao – Real Sociedad | 2 – 1     | 18', 79' Liceranzu                                                 | 68' López Ufarte                                              |
| 81  | 21/12/1984 | 1984–1985    | Athletic Bilbao – Real Sociedad | 1 – 1     | 14' J. Salinas                                                     | 33' López Ufarte                                              |
| 82  | 17/03/1985 | 1984–1985    | Real Sociedad – Athletic Bilbao | 1 – 2     | 70' Uralde                                                         | 66' (aut.) Larrañaha, 71' J. Salinas                          |
| 83  | 10/11/1985 | 1985–1986    | Athletic Bilbao – Real Sociedad | 2 – 0     | 4' Endika, 61' Sarabia                                             |                                                               |
| 84  | 09/03/1986 | 1985–1986    | Real Sociedad – Athletic Bilbao | 1 – 0     | 34' Uralde                                                         |                                                               |
| 85  | 14/09/1986 | 1986–1987    | Athletic Bilbao – Real Sociedad | 1 – 1     | 12' Sarabia                                                        | 26' Bakero                                                    |
| 86  | 04/01/1987 | 1986–1987    | Real Sociedad – Athletic Bilbao | 2 – 1     | 40' Bakero, 70' Mujica                                             | 1' P. Salinas                                                 |
| 87  | 18/10/1987 | 1987–1988    | Athletic Bilbao – Real Sociedad | 1 – 4     | 77' Andoni Ayarza                                                  | 9', 88' Begiristain, 20' Loren, 30' Bakero                    |
| 88  | 06/03/1988 | 1987–1988    | Real Sociedad – Athletic Bilbao | 0 – 1     |                                                                    | 9' Joseba                                                     |
| 89  | 06/11/1988 | 1988–1989    | Real Sociedad – Athletic Bilbao | 1 – 0     | 79' Loinaz                                                         |                                                               |
| 90  | 16/04/1989 | 1988–1989    | Athletic Bilbao – Real Sociedad | 2 – 3     | 71' Uralde, 72' Garitano                                           | 43' Carlos Martínez, 52' Zamorra, 84' Loren                   |
| 91  | 03/09/1989 | 1989–1990    | Athletic Bilbao – Real Sociedad | 1 – 0     | 59' (rig.) Garitano                                                |                                                               |
| 92  | 21/01/1990 | 1989–1990    | Real Sociedad – Athletic Bilbao | 0 – 0     |                                                                    |                                                               |
| 93  | 25/11/1990 | 1990–1991    | Real Sociedad – Athletic Bilbao | 0 – 1     |                                                                    | 48' Luke                                                      |
| 94  | 20/04/1991 | 1990–1991    | Athletic Bilbao – Real Sociedad | 2 – 1     | 1' Valverde, 79' Luke                                              | 79' Atkinson                                                  |
| 95  | 17/11/1991 | 1991–1992    | Real Sociedad – Athletic Bilbao | 2 – 0     | 69' (rig.) Oceano, 77' (aut.) Ziganda                              |                                                               |
| 96  | 04/04/1992 | 1991–1992    | Athletic Bilbao – Real Sociedad | 2 – 1     | 65' Ziganda, 79' (rig.) Garitano                                   | 1' (aut.) P. Salinas                                          |
| 97  | 18/10/1992 | 1992–1993    | Athletic Bilbao – Real Sociedad | 2 – 0     | 23' Valverde, 39' Ziganda                                          |                                                               |
| 98  | 14/03/1993 | 1992–1993    | Real Sociedad – Athletic Bilbao | 1 – 0     | 19' Alkiza                                                         |                                                               |
| 99  | 09/01/1994 | 1993–1994    | Athletic Bilbao – Real Sociedad | 0 – 0     |                                                                    |                                                               |
| 100 | 08/05/1994 | 1993–1994    | Real Sociedad – Athletic Bilbao | 0 – 0     |                                                                    |                                                               |
| 101 | 08/01/1995 | 1994–1995    | Athletic Bilbao – Real Sociedad | 0 – 0     |                                                                    |                                                               |
| 102 | 28/05/1995 | 1994–1995    | Real Sociedad – Athletic Bilbao | 5 – 0     | 11', 24', 59' Kodro, 17' De Pedro, 55' Idiakez                     |                                                               |
| 103 | 07/01/1996 | 1995–1996    | Athletic Bilbao – Real Sociedad | 0 – 0     |                                                                    |                                                               |
| 104 | 19/05/1996 | 1995–1996    | Real Sociedad – Athletic Bilbao | 2 – 2     | 1' Craioveanu, 28' Alberto Albístegui                              | 28' Guerrero, 62' (rig.) Garitano                             |
| 105 | 02/10/1996 | 1996–1997    | Athletic Bilbao – Real Sociedad | 1 – 3     | 35' Ziganda                                                        | 24' Craioveanu, 31' De Paula, 83' Idiakez                     |
| 106 | 02/03/1997 | 1996–1997    | Real Sociedad – Athletic Bilbao | 0 – 0     |                                                                    |                                                               |
| 107 | 05/10/1997 | 1997–1998    | Athletic Bilbao – Real Sociedad | 1 – 1     | 39' Javi González                                                  | 71' (rig.) Craioveanu                                         |
| 108 | 08/02/1998 | 1997–1998    | Real Sociedad – Athletic Bilbao | 1 – 1     | 89' Javi Gracia                                                    | 8' Larrazábal                                                 |
| 109 | 08/11/1998 | 1998–1999    | Real Sociedad – Athletic Bilbao | 3 – 1     | 3' De Paula, 12' Sá Pinto, ? Kovacevic                             | 89' (rig.) Larrazábal                                         |
| 110 | 04/04/1999 | 1998–1999    | Athletic Bilbao – Real Sociedad | 0 – 0     |                                                                    |                                                               |
| 111 | 05/12/1999 | 1990–2000    | Athletic Bilbao – Real Sociedad | 1 – 1     | 26' Etxeberria                                                     | 65' Aranburu                                                  |
| 112 | 16/04/2000 | 1990–2000    | Real Sociedad – Athletic Bilbao | 4 – 1     | 36' Aranzábal, 50' Khokhlov, 56', 89' De Pedro                     | 35' (aut.) Pikabea                                            |
| 113 | 14/01/2001 | 2000–2001    | Real Sociedad – Athletic Bilbao | 0 – 2     |                                                                    | 37', 80' Etxeberria                                           |
| 114 | 10/06/2001 | 2000–2001    | Athletic Bilbao – Real Sociedad | 1 – 3     | 72' Urzaiz                                                         | 29' Jankauskas, 39' De Pedro, 86' (rig.) Idiakez              |
| 115 | 26/08/2001 | 2001–2002    | Real Sociedad – Athletic Bilbao | 1 – 3     | 17' Khokhlov                                                       | 15',83' Urzaiz, 75' Tiko                                      |
| 116 | 12/01/2002 | 2001–2002    | Athletic Bilbao – Real Sociedad | 2 – 1     | 39', 59' Tiko                                                      | 45' De Pedro                                                  |
| 117 | 01/09/2002 | 2002–2003    | Real Sociedad – Athletic Bilbao | 4 – 2     | 27' Karpin, 32', 61' Kahveci, 75' Kovacevic                        | 29', 75' Carlos Gurpegi                                       |
| 118 | 02/02/2003 | 2002–2003    | Athletic Bilbao – Real Sociedad | 3 – 0     | 18', 74' Etxeberria, 90' Ezquerro                                  |                                                               |
| 119 | 27/09/2003 | 2003–2004    | Athletic Bilbao – Real Sociedad | 1 – 0     | 80' Tiko                                                           |                                                               |
| 120 | 14/02/2004 | 2003–2004    | Real Sociedad – Athletic Bilbao | 1 – 1     | 14' Yeste                                                          | 39' Kahveci                                                   |
| 121 | 21/11/2004 | 2004–2005    | Real Sociedad – Athletic Bilbao | 3 – 2     | 57', 62' Kahveci, 73' Gabilondo                                    | 40' Ezquerro, 42' Urzaiz                                      |
| 122 | 09/04/2005 | 2004–2005    | Athletic Bilbao – Real Sociedad | 3 – 0     | 36' Ezquerro, 74' Yeste, 90+2' Tiko                                |                                                               |
| 123 | 27/08/2005 | 2005–2006    | Athletic Bilbao – Real Sociedad | 3 – 0     | 47' Yeste, 51' Llorente, 80' Luis Prieto                           |                                                               |
| 124 | 22/01/2006 | 2005–2006    | Real Sociedad – Athletic Bilbao | 3 – 3     | 6', 37' Kahveci, 68' Skoubo                                        | 47', 67' Aduriz, 90+1' Iraola                                 |
| 125 | 27/08/2006 | 2006–2007    | Athletic Bilbao – Real Sociedad | 1 – 1     | 38' Aduriz                                                         | 87' Aranburu                                                  |
| 126 | 28/01/2007 | 2006–2007    | Real Sociedad – Athletic Bilbao | 0 – 2     |                                                                    | 12', 68' Iraola                                               |
| 127 | 05/12/2010 | 2010–2011    | Real Sociedad – Athletic Bilbao | 2 – 0     | 26' (rig.) Prieto, 49' (aut.) San José                             |                                                               |
| 128 | 23/04/2011 | 2010–2011    | Athletic Bilbao – Real Sociedad | 2 – 1     | 17' Muniain, 29' Toquero                                           | 31' (aut.) J. Martínez                                        |
| 129 | 02/10/2011 | 2011–2012    | Real Sociedad – Athletic Bilbao | 1 – 2     | 61' I. Martínez                                                    | 34', 70' Llorente                                             |
| 130 | 04/03/2012 | 2011–2012    | Athletic Bilbao – Real Sociedad | 2 – 0     | 25', 81' Susaeta                                                   |                                                               |
| 131 | 29/09/2012 | 2012–2013    | Real Sociedad – Athletic Bilbao | 2 – 0     | 62' Griezmann, 72' (rig.) Vela                                     |                                                               |
| 132 | 23/02/2013 | 2012–2013    | Athletic Bilbao – Real Sociedad | 1 – 3     | 30' Ibai                                                           | 34' Griezmann, 67' Agirretxe, 76' Vela                        |
| 133 | 05/01/2014 | 2013–2014    | Real Sociedad – Athletic Bilbao | 2 – 0     | 43' Griezmann, 90+3' Pardo                                         |                                                               |
| 134 | 11/05/2014 | 2013–2014    | Athletic Bilbao – Real Sociedad | 1 – 1     | 50' Muniain                                                        | 75' Agirretxe                                                 |
| 135 | 14/12/2014 | 2014–2015    | Real Sociedad – Athletic Bilbao | 1 – 1     | 3' Vela                                                            | 61' De Marcos                                                 |
| 136 | 28/04/2015 | 2014–2015    | Athletic Bilbao – Real Sociedad | 1 – 1     | 52' (rig.) Aduriz                                                  | 60' De la Bella                                               |
| 137 | 26/09/2015 | 2015–2016    | Real Sociedad – Athletic Bilbao | 0 – 0     |                                                                    |                                                               |
| 138 | 21/02/2016 | 2015–2016    | Athletic Bilbao – Real Sociedad | 0 – 1     |                                                                    | 17' Jonathas                                                  |
| 139 | 16/10/2016 | 2016–2017    | Athletic Bilbao – Real Sociedad | 3 – 2     | 51' Muniain, 60' Aduriz, 72' Williams                              | 16' Zurutuza, 83' Iñigo Martínez                              |
| 140 | 12/03/2017 | 2016–2017    | Real Sociedad – Athletic Bilbao | 0 – 2     |                                                                    | 28' (rig.) Raúl García, 56' Williams                          |
| 141 | 16/12/2017 | 2017–2018    | Athletic Bilbao – Real Sociedad | 0 – 0     |                                                                    |                                                               |
| 142 | 28/04/2018 | 2017–2018    | Real Sociedad – Athletic Bilbao | 3 – 1     | 15' (aut.), 54' (aut.) San José, 36' Oyarzabal                     | 59' (rig.) Raúl García                                        |
| 143 | 05/10/2018 | 2018–2019    | Athletic Bilbao – Real Sociedad | 1 – 3     | 32' Muniain                                                        | 30' (rig.), 74' (rig.) Oyarzabal, 47' Sangalli                |
| 144 | 02/02/2019 | 2018–2019    | Real Sociedad – Athletic Bilbao | 2 – 1     | 16' Oyarzabal, 45' Willian José                                    | 82' Raúl García                                               |
| 145 | 30/08/2019 | 2019–2020    | Athletic Bilbao – Real Sociedad | 2 – 0     | 11' Williams, 29' Raúl García                                      |                                                               |
| 146 | 09/02/2020 | 2019–2020    | Real Sociedad – Athletic Bilbao | 2 – 1     | 65' Portu, 83' Isak                                                | 71' Williams                                                  |
| 147 | 31/12/2020 | 2020–2021    | Athletic Bilbao – Real Sociedad | 0 – 1     |                                                                    | 5' Portu                                                      |
| 148 | 07/04/2021 | 2020–2021    | Real Sociedad – Athletic Bilbao | 1 – 1     | 89' López                                                          | 85' Villalibre                                                |
| 149 | 31/10/2021 | 2021–2022    | Real Sociedad – Athletic Bilbao | 1 – 1     | 58' (rig.) Isak                                                    | 90+1' Muniain                                                 |
| 150 | 20/02/2022 | 2021–2022    | Athletic Bilbao – Real Sociedad | 4 – 0     | 68' D.Vivian, 72' Sancet, 80' Williams, 89' Muniain                |                                                               |
| 151 | 14/01/2023 | 2022–2023    | Real Sociedad – Athletic Bilbao | 3 – 1     | 25' Sørloth, 37' Kubo, 62' (rig.) Oyarzabal                        | 40' Sancet                                                    |
| 152 | 16/04/2023 | 2022–2023    | Athletic Bilbao – Real Sociedad | 2 – 0     | 33', 70' Williams                                                  |                                                               |
| 153 | 30/09/2023 | 2023–2024    | Real Sociedad – Athletic Bilbao | 3 – 0     | 30' Le Normand, 48' Kubo, 66' Oyarzabal                            |                                                               |
| 154 | 13/01/2024 | 2023–2024    | Athletic Bilbao – Real Sociedad | 2 – 1     | 30', 42' Berenguer                                                 | 88' Oyarzabal                                                 |

1. ↑  Incontro con maggior numero di reti segnate (8)[1]
2. ↑  Vittoria con lo scarto maggiore[2]
3. ↑  Incontro con maggior numero di reti segnate (8)
4. ↑  Ultimo derby tenutosi al vecchio San Mamés[5]
5. ↑  Primo derby nel nuovo San Mamés

#### Piazzamenti finali nella Liga
| P. | 29 | 30 | 31 | 32 | 33 | 34 | 35 | 36 | 40 | 41 | 42 | 43 | 44 | 45 | 46 | 47 | 48 | 49 | 50 | 51 | 52 | 53 | 54 | 55 | 56 | 57 | 58 | 59 | 60 | 61 | 62 | 63 | 64 | 65 | 66 | 67 | 68 | 69 | 70 | 71 | 72 | 73 | 74 | 75 | 76 | 77 | 78 | 79 | 80 | 81 | 82 | 83 | 84 | 85 | 86 | 87 | 88 | 89 | 90 | 91 | 92 | 93 | 94 | 95 | 96 | 97 | 98 | 99 | 00 | 01 | 02 | 03 | 04 | 05 | 06 | 07 | 08 | 09 | 10 | 11 | 12 | 13 | 14 | 15 | 16 | 17 | 18 | 19 | 20 | 21 |
| -- | -- | -- | -- | -- | -- | -- | -- | -- | -- | -- | -- | -- | -- | -- | -- | -- | -- | -- | -- | -- | -- | -- | -- | -- | -- | -- | -- | -- | -- | -- | -- | -- | -- | -- | -- | -- | -- | -- | -- | -- | -- | -- | -- | -- | -- | -- | -- | -- | -- | -- | -- | -- | -- | -- | -- | -- | -- | -- | -- | -- | -- | -- | -- | -- | -- | -- | -- | -- | -- | -- | -- | -- | -- | -- | -- | -- | -- | -- | -- | -- | -- | -- | -- | -- | -- | -- | -- | -- | -- | -- |
| 1  |    | 1  | 1  |    |    | 1  |    | 1  |    |    |    | 1  |    |    |    |    |    |    |    |    |    |    |    |    | 1  |    |    |    |    |    |    |    |    |    |    |    |    |    |    |    |    |    |    |    |    |    |    |    |    | 1  | 1  | 1  | 1  |    |    |    |    |    |    |    |    |    |    |    |    |    |    |    |    |    |    |    |    |    |    |    |    |    |    |    |    |    |    |    |    |    |    |    |    |    |
| 2  |    |    |    | 2  | 2  |    |    |    |    | 2  |    |    |    |    |    | 2  |    |    |    |    | 2  |    |    |    |    |    |    |    |    |    |    |    |    |    |    |    |    |    | 2  |    |    |    |    |    |    |    |    |    | 2  |    |    |    |    |    |    |    | 2  |    |    |    |    |    |    |    |    |    | 2  |    |    |    |    | 2  |    |    |    |    |    |    |    |    |    |    |    |    |    |    |    |    |    |    |
| 3  | 3  |    | 3  |    |    |    |    |    | 3  |    |    |    |    |    | 3  |    |    |    |    |    |    |    |    | 3  |    |    |    | 3  | 3  |    |    |    |    |    |    |    |    |    |    |    |    |    |    |    |    | 3  | 3  |    |    |    |    |    |    | 3  | 3  |    |    |    |    |    |    |    |    |    |    |    | 3  |    |    |    |    |    |    |    |    |    |    |    |    |    |    |    |    |    |    |    |    |    |    |    |
| 4  | 4  |    |    |    |    |    | 4  |    |    |    |    |    |    |    |    |    |    |    |    |    |    |    |    |    |    | 4  |    |    |    |    |    |    |    |    |    |    |    |    |    |    |    |    | 4  | 4  |    |    |    | 4  |    |    | 4  |    |    |    |    |    | 4  |    |    |    |    |    |    |    |    |    |    |    |    |    |    |    |    |    |    |    |    |    |    |    |    | 4  | 4  |    |    |    |    |    |    |    |
| 5  |    |    |    |    |    | 5  |    |    |    |    |    |    |    |    |    |    |    |    |    | 5  |    |    |    |    |    |    |    |    |    |    | 5  |    |    |    | 5  |    |    |    |    | 5  |    |    | 5  |    | 5  |    |    |    |    |    |    |    |    |    |    |    |    |    | 5  |    | 5  |    | 5  |    |    |    |    |    |    |    |    |    | 5  |    |    |    |    |    |    |    |    |    |    |    | 5  |    |    |    |    | 5  |
| 6  |    |    |    |    | 6  |    |    |    |    |    |    |    |    | 6  |    |    | 6  | 6  | 6  |    |    | 6  | 6  |    |    |    | 6  |    |    |    |    |    |    |    |    |    |    |    |    |    |    |    |    |    |    |    |    |    |    |    |    |    | 6  |    |    |    |    |    |    |    |    |    |    |    |    | 6  |    |    |    |    |    |    |    |    |    |    |    |    |    | 6  |    |    |    |    |    | 6  |    |    | 6  |    |
| 7  |    | 7  |    |    |    |    |    |    |    |    | 7  |    |    |    |    |    |    |    |    | 7  |    |    |    |    |    |    |    |    |    | 7  |    |    |    | 7  |    | 7  | 7  | 7  | 7  |    |    | 7  |    |    |    |    |    |    | 7  |    |    | 7  |    | 7  | 7  |    |    | 7  |    |    |    |    |    |    | 7  |    |    |    |    |    |    | 7  |    |    |    |    |    |    |    |    |    |    | 7  | 7  |    | 7  |    |    |    |    |
| 8  |    |    |    | 8  |    |    |    |    |    |    |    |    |    |    |    |    |    |    | 8  |    |    |    |    |    | 8  |    |    |    |    | 8  |    |    | 8  |    |    |    |    |    |    | 8  | 8  |    |    |    | 8  | 8  |    |    |    |    |    |    |    |    |    |    |    |    |    |    |    | 8  |    | 8  |    | 8  |    | 8  |    |    |    |    |    |    |    |    |    |    | 8  |    |    |    |    |    |    |    |    | 8  |    |    |
| 9  |    |    |    |    |    |    |    |    |    |    |    |    |    |    |    |    |    |    |    |    |    |    | 9  |    |    |    | 9  |    |    |    |    |    |    |    |    |    |    |    |    |    | 9  | 9  |    |    |    |    |    | 9  |    | 9  |    |    |    |    |    |    |    |    |    |    |    |    |    |    |    |    |    |    |    |    | 9  |    |    | 9  |    |    |    |    |    |    |    |    |    |    | 9  |    |    | 9  |    |    |
| 10 |    |    |    |    |    |    |    |    |    |    |    |    | 10 |    |    |    |    |    |    |    | 10 | 10 |    |    |    |    |    | 10 |    |    |    | 10 |    |    |    |    |    |    |    |    |    |    |    | 10 |    |    |    |    |    |    |    |    |    |    |    | 10 |    |    |    |    |    |    |    |    |    |    |    | 10 |    |    |    |    |    |    |    |    |    |    |    |    | 10 |    |    |    |    |    |    |    |    | 10 |
| 11 |    |    |    |    |    |    | 11 |    |    |    |    |    |    |    |    |    |    |    |    |    |    |    |    |    |    |    |    |    |    |    |    |    |    |    |    |    |    | 11 |    |    |    |    |    |    |    |    | 11 |    |    |    |    |    |    |    |    |    |    | 11 |    |    |    |    | 11 | 11 |    |    |    |    | 11 |    |    |    |    |    |    |    | 11 |    |    |    |    |    |    |    |    |    |    |    | 11 |    |
| 12 |    |    |    |    |    |    |    |    |    |    |    |    |    |    |    |    |    |    |    |    |    |    |    |    |    | 12 |    |    |    |    |    |    |    |    |    |    |    |    |    |    |    |    |    |    |    |    |    |    |    |    |    |    |    |    |    |    |    |    | 12 | 12 |    |    |    |    |    |    |    |    |    | 12 |    |    |    |    | 12 |    |    |    |    |    | 12 | 12 |    | 12 |    |    | 12 |    |    |    |
| 13 |    |    |    |    |    |    |    |    |    |    |    |    | 13 |    |    |    | 13 |    |    |    |    |    |    |    |    |    |    |    |    |    |    |    |    |    |    |    |    |    |    |    |    |    |    |    |    |    |    |    |    |    |    |    |    |    |    | 13 |    |    |    | 13 |    | 13 |    |    |    |    |    |    | 13 | 13 | 13 |    |    |    |    |    |    | 13 |    |    |    |    |    |    |    |    |    |    |    |    |
| 14 |    |    |    |    |    |    |    |    |    |    | 14 |    |    |    |    |    |    |    |    |    |    |    |    | 14 |    |    |    |    | 14 |    |    |    |    |    |    |    | 14 |    |    |    |    |    |    |    |    |    |    |    |    |    |    |    |    |    |    |    |    |    |    |    | 14 |    |    |    |    |    |    |    |    |    |    |    |    | 14 |    |    |    |    |    |    |    |    |    |    |    |    |    |    |    |    |
| 15 |    |    |    |    |    |    |    |    |    |    |    |    |    |    |    |    |    |    |    |    |    |    |    |    |    |    |    |    |    |    | 15 |    |    |    |    |    |    |    |    |    |    |    |    |    |    |    |    |    |    |    |    |    |    |    |    |    |    |    |    |    |    |    |    |    | 15 |    |    |    |    |    |    |    | 15 |    |    |    |    |    |    | 15 |    |    |    |    |    |    |    |    |    |    |
| 16 |    |    |    |    |    |    |    |    |    |    |    |    |    |    |    |    |    |    |    |    |    |    |    |    |    |    |    |    |    |    |    |    |    |    |    |    |    |    |    |    |    |    |    |    |    |    |    |    |    |    |    |    |    |    |    |    |    |    |    |    |    |    |    |    |    |    |    |    |    |    |    |    |    |    | 16 |    |    |    |    |    |    |    |    |    |    |    | 16 |    |    |    |
| 17 |    |    |    |    |    |    |    |    |    |    |    |    |    |    |    |    |    |    |    |    |    |    |    |    |    |    |    |    |    |    |    |    |    |    |    |    |    |    |    |    |    |    |    |    |    |    |    |    |    |    |    |    |    |    |    |    |    |    |    |    |    |    |    |    |    |    |    |    |    |    |    |    |    |    |    | 17 |    |    |    |    |    |    |    |    |    |    |    |    |    |    |
| 18 |    |    |    |    |    |    |    |    |    |    |    |    |    |    |    |    |    |    |    |    |    |    |    |    |    |    |    |    |    |    |    |    |    |    |    |    |    |    |    |    |    |    |    |    |    |    |    |    |    |    |    |    |    |    |    |    |    |    |    |    |    |    |    |    |    |    |    |    |    |    |    |    |    |    |    |    |    |    |    |    |    |    |    |    |    |    |    |    |    |    |
| 19 |    |    |    |    |    |    |    |    |    |    |    |    |    |    |    |    |    |    |    |    |    |    |    |    |    |    |    |    |    |    |    |    |    |    |    |    |    |    |    |    |    |    |    |    |    |    |    |    |    |    |    |    |    |    |    |    |    |    |    |    |    |    |    |    |    |    |    |    |    |    |    |    |    |    |    | 19 |    |    |    |    |    |    |    |    |    |    |    |    |    |    |
| 20 |    |    |    |    |    |    |    |    |    |    |    |    |    |    |    |    |    |    |    |    |    |    |    |    |    |    |    |    |    |    |    |    |    |    |    |    |    |    |    |    |    |    |    |    |    |    |    |    |    |    |    |    |    |    |    |    |    |    |    |    |    |    |    |    |    |    |    |    |    |    |    |    |    |    |    |    |    |    |    |    |    |    |    |    |    |    |    |    |    |    |
| 21 |    |    |    |    |    |    |    |    |    |    |    |    |    |    |    |    |    |    |    |    |    |    |    |    |    |    |    |    |    |    |    |    |    |    |    |    |    |    |    |    |    |    |    |    |    |    |    |    |    |    |    |    |    |    |    |    |    |    |    |    |    |    |    |    |    |    |    |    |    |    |    |    |    |    |    |    |    |    |    |    |    |    |    |    |    |    |    |    |    |    |
| 22 |    |    |    |    |    |    |    |    |    |    |    |    |    |    |    |    |    |    |    |    |    |    |    |    |    |    |    |    |    |    |    |    |    |    |    |    |    |    |    |    |    |    |    |    |    |    |    |    |    |    |    |    |    |    |    |    |    |    |    |    |    |    |    |    |    |    |    |    |    |    |    |    |    |    |    |    |    |    |    |    |    |    |    |    |    |    |    |    |    |    |
|    |    |    |    |    |    |    |    |    |    |    |    |    |    |    |    |    |    |    |    |    |    |    |    |    |    |    |    |    |    |    |    |    |    |    |    |    |    |    |    |    |    |    |    |    |    |    |    |    |    |    |    |    |    |    |    |    |    |    |    |    |    |    |    |    |    |    |    |    |    |    |    |    |    |    |    |    |    |    |    |    |    |    |    |    |    |    |    |    |    |    |
| D2 |    |    |    |    |    |    |    | 6  | 1  | 1  |    | 1  |    | 4  | 6  | 3  |    | 1  |    |    |    |    |    |    |    |    |    |    |    |    |    | 4  | 6  | 4  | 10 | 1  |    |    |    |    |    |    |    |    |    |    |    |    |    |    |    |    |    |    |    |    |    |    |    |    |    |    |    |    |    |    |    |    |    |    |    |    |    |    |    |    | 4  | 6  | 1  |    |    |    |    |    |    |    |    |    |    |    |

• Totale: Athletic Bilbao ha superato la Real Sociedad per 69 volte, mentre la Real Sociedad ha superato 21 volte il Bilbao (al termine della stagione 2020–2021).

### Coppe

#### Coppa del Re
| Nº | Data       | Competizione | Incontro                        | Risultato | Marcatori Athletic Bilbao                                | Marcatori Real Sociedad                            |
| -- | ---------- | ------------ | ------------------------------- | --------- | -------------------------------------------------------- | -------------------------------------------------- |
| 1  | 04/04/1909 | 1909         | Club Ciclista – Athletic Bilbao | 4 – 2     | Saura, Mortimer                                          | McGuinness (3), Simmons                            |
| 2  | 20/03/1910 | 1910         | Vasconia – Athletic Bilbao      | 0 – 1     | 56' Iza                                                  |                                                    |
| 3  | 22/04/1923 | 1923         | Real Sociedad – Athletic Bilbao | 0 – 0     |                                                          |                                                    |
| 4  | 29/04/1923 | 1923         | Athletic Bilbao – Real Sociedad | 2 – 0     | 18' Germán, 44' Carmelo                                  |                                                    |
| 5  | 20/04/1930 | 1930         | Athletic Bilbao – Real Sociedad | 4 – 1     | 4' Chirri II, 32' Gorostiza, 49' Iraragorri, 52' Unamuno | 2' Cholín                                          |
| 6  | 27/04/1930 | 1930         | Real Sociedad – Athletic Bilbao | 1 – 1     | 25' Gorostiza                                            | 52' Marculeta                                      |
| 7  | 21/05/1961 | 1960–1961    | Athletic Bilbao – Real Sociedad | 3 – 1     | 56', 75' Areta III, 64' Merodio                          | 36' Echarri                                        |
| 8  | 28/05/1961 | 1960–1961    | Real Sociedad – Athletic Bilbao | 1 – 2     | 24', 84' Arieta I                                        | 45' Ribera                                         |
| 9  | 18/06/1972 | 1971–1972    | Real Sociedad – Athletic Bilbao | 1 – 1     | 90' Rojo I                                               | 59' Urreisti                                       |
| 10 | 24/06/1972 | 1971–1972    | Athletic Bilbao – Real Sociedad | 2 – 0     | 22' Guisasola, 83' Carlos                                |                                                    |
| 11 | 8/06/1975  | 1974–1975    | Real Sociedad – Athletic Bilbao | 3 – 1     | 23' Amorrortu                                            | 10', 57' Murillo I, 17' Idígoras                   |
| 12 | 15/06/1975 | 1974–1975    | Athletic Bilbao – Real Sociedad | 3 – 1     | 38' Villar, 50' Carlos, 72' Dani                         | 39' Gaztelu                                        |
| 13 | 03/02/1982 | 1981–1982    | Athletic Bilbao – Real Sociedad | 1 – 0     | 29' Dani                                                 |                                                    |
| 14 | 17/02/1982 | 1981–1982    | Real Sociedad – Athletic Bilbao | 3 – 2     | 58' Sarabia, 65' (rig.) Dani                             | 6' (rig.) Kortabarria, 62' Uralde, 71' Satrústegui |
| 15 | 25/01/1984 | 1983–1984    | Athletic Bilbao – Real Sociedad | 0 – 0     |                                                          |                                                    |
| 16 | 8/02/1984  | 1983–1984    | Real Sociedad – Athletic Bilbao | 1 – 1     | 60' Sarabia                                              | 49' Celayeta                                       |
| 17 | 17/04/1985 | 1984–1985    | Athletic Bilbao – Real Sociedad | 2 – 0     | 25' Dani, 54' J. Salinas                                 |                                                    |
| 18 | 16/05/1985 | 1984–1985    | Real Sociedad – Athletic Bilbao | 2 – 1     | 22' Gallego                                              | 88' Uralde, 90' Zamora                             |
| 19 | 03/06/1987 | 1986–1987    | Real Sociedad – Athletic Bilbao | 0 – 0     |                                                          |                                                    |
| 20 | 10/06/1987 | 1986–1987    | Athletic Bilbao – Real Sociedad | 0 – 1     |                                                          | 25' J. Bakero                                      |
| 21 | 03/04/2021 | 2019–2020    | Athletic Bilbao – Real Sociedad | 0 – 1     |                                                          | 63' (rig.) Oyarzabal                               |

#### Copa de la Liga
| Nº | Data       | Competizione | Incontro                        | Risultato | Marcatori Athletic Bilbao         | Marcatori Real Sociedad          |
| -- | ---------- | ------------ | ------------------------------- | --------- | --------------------------------- | -------------------------------- |
| 1  | 01/05/1986 | 1986         | Real Sociedad – Athletic Bilbao | 2 – 1     | 58' Gallego                       | 52' Mújika, 69' Uralde           |
| 2  | 10/06/1987 | 1986         | Athletic Bilbao – Real Sociedad | 2 – 2     | 64' De la Fuente, 87' Sarriugarte | 7' Uralde, 48' Juan María Mújica |

## Classifica marcatori
| Giocatore               | Squadra         | La Liga | Coppa del Re | Copa de la Liga | Totale |
| ----------------------- | --------------- | ------- | ------------ | --------------- | ------ |
| Telmo Zarra             | Athletic Bilbao | 14      | 0            | 0               | 14     |
| Jesús María Satrústegui | Real Sociedad   | 13      | 1            | 0               | 14     |
| Dani                    | Athletic Bilbao | 9       | 4            | 0               | 13     |
| Guillermo Gorostiza     | Athletic Bilbao | 8       | 2            | 0               | 10     |
| Pedro Uralde            | Entrambe        | 5       | 2            | 2               | 9      |
| Bata                    | Athletic Bilbao | 9       | 0            | 0               | 9      |
| José Luis Panizo        | Athletic Bilbao | 8       | 0            | 0               | 8      |
| José Luis Artetxe       | Athletic Bilbao | 7       | 0            | 0               | 7      |
| Félix Marcaida          | Athletic Bilbao | 7       | 0            | 0               | 7      |
| Nihat Kahveci           | Real Sociedad   | 7       | 0            | 0               | 7      |
| Rafael Iriondo          | Athletic Bilbao | 6       | 0            | 0               | 6      |
| Cholín                  | Real Sociedad   | 5       | 1            | 0               | 6      |
| José Iraragorri         | Athletic Bilbao | 5       | 1            | 0               | 6      |